# L'incolore Tazaki Tsukuru e i suoi anni di pellegrinaggio
L'incolore Tazaki Tsukuru e i suoi anni di pellegrinaggio (色彩を持たない多崎つくると、彼の巡礼の年?, Shikisai o motanai Tazaki Tsukuru to, kare no junrei no toshi) è un romanzo di Haruki Murakami.
La prima edizione originale è stata pubblicata nel 2013. La traduzione italiana, effettuata da Antonietta Pastore, è stata pubblicata da Einaudi nel 2014.

## Trama
Il romanzo è incentrato sulle vicissitudini del protagonista, Tazaki Tsukuru, e della sua
evoluzione personale e sentimentale a partire dall'adolescenza sino all'età adulta.
L'adolescente Tsukuru è un ragazzo insicuro e riservato che trova nell'amicizia con altri quattro coetanei un elemento di stabilità affettiva. Quando viene escluso dal gruppo, senza che gli venga data alcuna spiegazione, Tsukuru cade in uno stato depressivo che lo porta a desiderare l'annullamento totale. La sofferenza lo porta a uno stadio adulto di maggior forza, ma caratterizzato da un'insopprimibile malinconia.
Solo attraverso l'amore e l'amicizia Tsukuru riesce a intraprendere un viaggio di riconciliazione con il passato, incontrando i suoi vecchi amici sino a scoprire la causa del suo allontanamento e i complessi sentimenti che legavano il gruppo di amici. Alla fine, Tsukuru si rende conto che l'unico modo per lasciarsi alle spalle ciò che è avvenuto e che ha segnato così profondamente la sua vita è riscoprire, o forse scoprire, se stesso e trovare il coraggio di proporsi finalmente al mondo per come è davvero.

## Temi
La vicenda segue i canoni della narrativa di Haruki Murakami, basata su una complessa e sottile simbologia e sulla ricerca interiore come esperienza di maturazione e salvezza.
Numerosi i riferimenti musicali, in particolare al brano di Franz Liszt Le mal du Pays, evocativo della nostalgia e della tristezza per qualcosa di irrimediabilmente perduto.

## Edizioni
- Haruki Murakami, L'incolore Tazaki Tsukuru e i suoi anni di pellegrinaggio, traduzione dal giapponese di Antonietta Pastore, Giulio Einaudi Editore, 2014, pp. 260, ISBN 978-88-06-21977-2.

- Haruki Murakami, L'incolore Tazaki Tsukuru e i suoi anni di pellegrinaggio, Mondolibri, 2014.